# Samuel Gyarmathi
Samuel Gyarmathi je bio mađarski jezikoslovac. 
Najpoznatiji je po njegovom sustavnom prikazu komparativne lingvistike ugro-finskih jezika, izdanoj 1799., nastalu kao nadogradnja ranijeg rada Jánosa Sajnovicsa.